# Kiskunmajsa
Kiskunmajsa es la ciudad capital del distrito de Kiskunmajsa del condado de Bács-Kiskun, Hungría.

## Galería

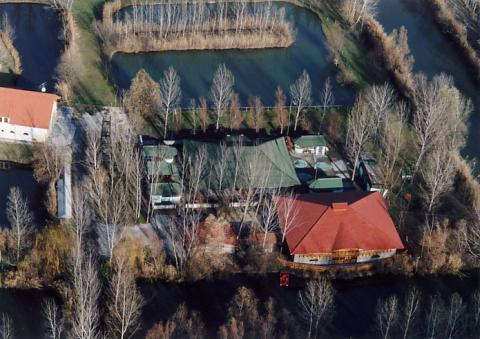
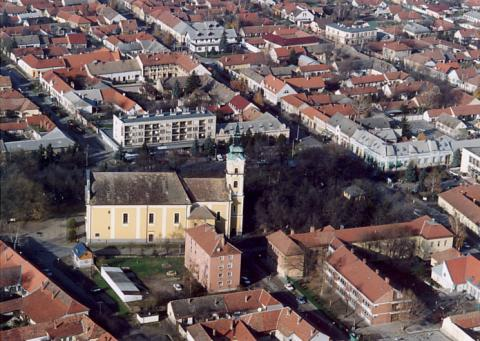
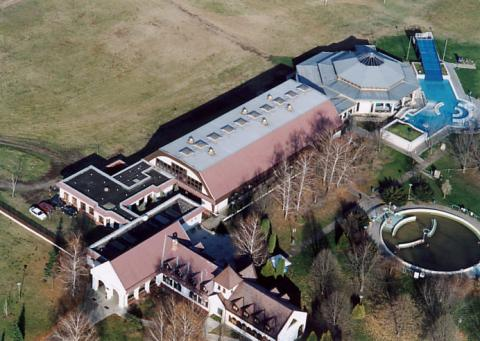

## Ciudades hermanadas
Kiskunmajsa está hermanada con:
- Bačka Topola, Serbia
- Bad Schönborn, Alemania
- Baiyin, China
- Gheorgheni, Rumanía
- Lommatzsch, Alemania
- Lubliniec, Polonia
- Ukmergė, Lituania